# Berlin Yorckstraße
Berlin Yorckstraße – stacja kolejowa na liniach S1, S2 i S25 S-Bahn w Berlinie oraz stacja metra w Berlinie na linii U7,  w dzielnicy Schöneberg, w okręgu administracyjnym Tempelhof-Schöneberg. Stacja została otwarta w 1891.